# 小仲くん
小仲くん（こなかくん）は、日本のお笑い芸人。SMA HEET Project所属。かつてはコンビ「メガネ風味」「ふみつけ大将軍」（2018年11月解散）、ユニット「おむすびズ』」（2020年9月まで）として活動していた。コンビ解散後は2021年9月まで旧芸名・ふみつけ大将軍小仲（ふみつけだいしょうぐん こなか）として活動。2021年Be-1グランプリ第3位。

## 人物
体重65 kg。
趣味はマンガ、格闘技観戦、音楽、映画、スマフォゲーム、パチスロ。
ある夏の夜に腹痛を覚え、翌日に病院の診察および検査を受けてみると「下行結腸憩室穿孔」と診断され、緊急手術を受けて一時期人工肛門持ちのオストメイトとなった実体験がcakesにて原作・関野四郎、作画・ふっくらボリサットによってエッセイマンガとして連載された。
落ち武者のような髪型が特徴。『激毛! H-1グランプリ』にて決勝進出した際には同事務所の先輩でもあるMCのハリウッドザコシショウからハゲ方を絶賛される。
マツモトクラブのライブを手伝っている。

## 来歴
目黒笑売塾6期生。コンビ「メガネ風味」を経て2007年に井上慎也とコンビ「ふみつけ大将軍」を結成。10年以上活動を続けるも井上が引退するため2018年11月に解散、ピン芸人となる。2019年5月から2020年9月までは現チェリーボンボン・さいとうあずさとのユニット「おむすびズ」（所属事務所:サンミュージックプロダクション）としても活動。2021年9月28日放送『お笑い王者が激推し!最強ピンネタ15連発』（関西テレビ・フジテレビ系）にて芸名を以前の「ふみつけ大将軍小仲」から現在のものへの改名をメディアで初公表。この芸名は事務所の先輩であるバイきんぐの2021年7月単独ライブを手伝った折の稽古日に、小峠英二が同番組に小仲を推薦していることを伝えてくれた有難い流れの中で、小峠から名付けて貰ったと本人が述懐している。

## 芸風
主にコントで、自身の容姿を取り入れた自虐ネタが中心。コンビ時代はコントと並行して漫才も演じていた。
芸歴10年以内の制限によってR-1グランプリへ出られなくなった芸人によるピン芸No.1を決める『Be-1グランプリ2021』では第3位の好成績を収める。第2位はギャバホイ、優勝は同じSMA所属の野田ちゃんだった。
関谷友美（ハナイチゴ）・福田純一（カントリーズ）・大将（スーパーニュウニュウ）らと共に、ゆーびーむ☆主催のユニットTikTok『ぺろんちょTV〜結婚できない人達〜』内のシチュエーションコントに出演している。

## 賞レース戦績
キングオブコント
- 2018年 1回戦敗退
- 2019年 1回戦敗退（現:チェリーボンボンさいとうあずさ とのユニット「おむすびズ」として出場）
- 2020年 2回戦進出（現:チェリーボンボンさいとうあずさ とのユニット「おむすびズ」として出場）

M-1グランプリ
- 2015年 2回戦進出
- 2016年 3回戦進出
- 2017年 2回戦進出
- 2018年 3回戦進出
- 2019年 2回戦進出（現:チェリーボンボンさいとうあずさ とのユニット「おむすびズ」として出場）
- 2020年 1回戦敗退（現:チェリーボンボンさいとうあずさ とのユニット「おむすびズ」として出場）
- 2021年 2回戦進出（ロビンフットおぐとのユニット「フィラデルフィア」として出場）
- 2022年 2回戦進出（元:オテンキ江波戸とのユニット「さくら」として出場）

R-1ぐらんぷり
- 2017年 1回戦敗退
- 2018年 2回戦進出
- 2019年 1回戦敗退
- 2020年 2回戦進出

その他の賞レース
- 2019年『激毛!H-1グランプリ』決勝戦進出
- 2021年『Be-1グランプリ』第3位
- 2021年『ツギクル芸人グランプリ』予選進出

## 出演

### テレビ
- バクモン学園（テレビ朝日[注 6]、2017年5月23日[31]）
- モニタリング（TBS）
- 真夜中のおバカ騒ぎ!（千葉テレビ、2021年4月22日[32]、TOKYO MX、4月24日「第3回植毛芸人グランプリ4月大会」[32]）[注 7]
- 有吉ジャポンII ジロジロ有吉（TBS、2021年3月27日[33][注 7]）- 小峠と錦鯉から、あっぱれ婦人会・小声くんと共にSMAのおすすめ芸人として取り上げられた。
- お笑い王者が激推し!最強ピンネタ15連発（関西テレビ・フジテレビ系、2021年9月28日[34]）- 同放送から芸名を「小仲くん」に改名[4]。
- 上田ちゃんネル（CSテレ朝チャンネル1、2022年1月6日[35][36]）

### ネット
- フレンドリーバイきんぐ（AbemaTV、2021年3月7日[37][注 7]）- 小峠軍団に入りたい若手芸人の一員として出演。

### ラジオ
- マイナビ Laughter Night（TBSラジオ）

ふみつけ大将軍
2017年3月18日・12月15日、2018年8月10日
小仲くん
2022年6月3日

### マンガ
- 『芸人ですが、このたび人工肛門になりました。』（cakes[注 6]、2018年8月9日[41] - 、原作:関野四郎/作画:ふっくらボリサット）- 原作者・作画者を迎え入れた自身の実体験を基にしたエッセイマンガ作品。